# Segon Govern Provisional de la Segona República Espanyola

Escut de la Segona República Espanyola

El Segon Govern Provisional de la Segona República Espanyola, també conegut com l'el "Primer Govern Reformista" del bienni social-azañista va estar presidit per Manuel Azaña Díaz i es va constituir el 14 d'octubre de 1931. Acaba el seu mandat el 16 de desembre de 1931. Constitueix el període més curt del Govern Provisional de la Segona República Espanyola.

## Repartiment de carteres
| Imatge                    | Cartera                                      |  | Nom                                                   | Partit                              |
| ------------------------- | -------------------------------------------- |  | ----------------------------------------------------- | ----------------------------------- |
| Manuel Azaña              | President del Govern i Ministre de la Guerra |  | Manuel Azaña Alcalá de Henares (Madrid), 1880         | Acció Republicana                   |
| Sense imatge              | Ministre d'Estat                             |  | Alejandro Lerroux García La Rambla (Còrdova), 1864    | Partit Republicà Radical            |
|                           | Ministre de Justícia                         |  | Fernando de los Ríos Urruti Ronda (Málaga), 1879      | Partit Socialista Obrer Espanyol    |
| Sense imatge              | Ministre de Marina                           |  | José Giral Pereira Santiago de Cuba (Cuba), 1879      | Acció Republicana                   |
| Indalecio Prieto          | Ministre d'Hisenda                           |  | Indalecio Prieto Tuero Oviedo (Astúries), 1883        | Partit Socialista Obrer Espanyol    |
| Sense imatge              | Ministre de la Governació                    |  | Santiago Casares Quiroga La Corunya, 1884             | ORGA                                |
| Marcel·lí Domingo         | Ministre d'Instrucció Pública i Belles Arts  |  | Marcel·lí Domingo i Sanjuán Tarragona, 1884           | Partit Republicà Radical Socialista |
| Álvaro de Albornoz        | Ministre de Foment                           |  | Álvaro de Albornoz Liminiana Ḷḷuarca (Astúries), 1879 | Partit Republicà Radical Socialista |
| Francisco Largo Caballero | Ministre de Treball                          |  | Francisco Largo Caballero Madrid, 1869                | Partit Socialista Obrer Espanyol    |
| Sense imatge              | Ministre d'Economia Nacional                 |  | Lluís Nicolau d'Olwer Barcelona, 1888                 | Acció Catalana Republicana          |
| Sense imatge              | Ministre de Comunicacions                    |  | Diego Martínez Barrio Sevilla, 1883                   | Partit Republicà Radical            |

## Composició
Manuel Azaña forma el nou govern mantenint bàsicament a les mateixes persones encara que canviant les carteres que van tenir en l'anterior gabinet. Acció Republicana comptava amb la presidència i dues carteres, ja que Manuel Azaña seguia en Presidència i Guerra. El PSOE manté els seus tres igual que el Partit Radical-Socialista les seves dues carteres. El mateix succeeix amb la Federació Republicana Gallega. L'únic canvi d'importància és l'eliminació dels ministres que el Partit Republicà Radical aportava a l'anterior govern: Alejandro Lerroux i Diego Martínez Barrio, la qual cosa va suposar donar un gir a l'esquerra del nou gabinet. També abandona el govern Acció Catalana, substituint-lo Esquerra Republicana de Catalunya. La cartera d'Estat l'ocupa l'independent Luis de Zulueta Escolano.

## Fets més importants
El 23 de gener de 1932, un decret del ministeri de Justícia dissolia la Companyia de Jesús i revertia tots els seus béns a l'Estat; el 25 de febrer, s'aprova la llei del divorci, i al maig es debat en les Corts l'Estatut d'Autonomia de Catalunya i la Reforma Agrària. Aquestes iniciatives recolzades pel govern d'Azaña provocaran un forta reacció a l'Església, l'Exèrcit i en els partits de la dreta que desembocaran en el frustrat intent de cop d'estat conegut com la sanjurjada per estar encapçalat pel general Sanjurjo qui, el 10 d'agost de 1932, va encapçalar la rebel·lió militar de les guarnicions de Madrid i Sevilla.
Sanjurjo fou condemnat a mort però el govern li concedeix la commuta de la pena per la de cadena perpètua.

## Dimissió
La popularitat que aconseguirien Azaña i el seu govern amb la desactivació del cop militar seria efímera, ja que l'11 de gener de 1933 van tenir lloc els fets coneguts com Fets de Casas Viejas, que van portar al president del govern a presentar la seva dimissió al president de la República el 8 de juny de 1933. No obstant això, Alcalá-Zamora ratificarà en el seu càrrec Azaña qui formarà un nou govern el 12 de juny següent.